# Roussels Lesemaschine
Roussels Lesemaschine ist eine mechanische Lesemaschine, die Raymond Roussel in den 1930er Jahren als Lesehilfe für seine verschachtelten Texte entwickelte.
Bei seiner Lesemaschine ist der Text auf verschiedene Zettel wie bei einem Rundregister aufgebracht, wobei der obere Rand je nach Verschachtelungsgrad mit einer bestimmten Farbe gekennzeichnet ist. Zwischen den Zetteln wechselt der Leser mit einer Kurbel, so dass er die farblich als zusammenhängend gekennzeichneten Textteile gesondert lesen kann.
Roussel stellte seinem Verleger eine solche Lesemaschine 1932 vor, dieser lehnte es jedoch ab, sie serienmäßig herstellen zu lassen. Der Öffentlichkeit wurde die Roussel-Lesemaschine erstmals 1937 in einer Ausstellung präsentiert.